# Franciaország nemzeti parkjai

Nemzeti parkok (pirossal), regionális természeti parkok (zölddel) és a tengeri parkok (kék színnel)

Franciaország nemzeti parkjainak listája
2017-ben tíz franciaországi nemzeti park volt 60 728 km² összterülettel, ami Magyarország területének közel 2/3-a.A Francia Guyanában található park az akkori összes terület több mint felét tette ki. 
2019 novemberében alapították meg a tizenegyedik nemzeti parkot Parc national de forêts (Erdei nemzeti park) néven Côte-d’Or és Haute-Marne megye (Burgundia és Champagne történelmi régiók) határánál. A 11 parkból 8 van Európában.
A nemzeti parkokon kívül alacsonyabb szintű védett területek is vannak az országban.

## Lista
| név                                                      | fotó | megye                                          | terület (km²) | alapítva | megjegyzés |
| -------------------------------------------------------- | ---- | ---------------------------------------------- | ------------- | -------- | --- |
| Vanoise Nemzeti Park (Parc National de la Vanoise)       |      | Savoie                                         | 1250          | 1963     | Az olasz határnál fekszik és a határ túloldalán a parkot a Gran Paradiso Nemzeti Park folytatja. Ez a két park együttesen 1250 km²-t tesz ki, így a terület a legnagyobb alpesi nemzeti park.                              |
| Port-Cros Nemzeti Park (Parc National de Port-Cros)      |      | Var                                            | 7             | 1963     | Port-Cros mediterrán szigetén található, Toulontól keletre |
| Pireneusok Nemzeti Park (Parc National des Pyrénées)     |      | Hautes-Pyrénées, Pyrénées-Atlantiques          | 457           | 1967     | Franciaország és Spanyolország határán fekszik a Pireneusokban egy festői és hegyvidéki táj, amely számos szabadtéri tevékenységet kínál, beleértve a túrázást, a síelést, a hegymászást és a vadon élő állatok látványát. |
| Cévennes Nemzeti Park (Parc National des Cévennes)       |      | főleg Lozère és Gard, továbbá Ardèche, Aveyron | 913           | 1970     | Dél-Franciaországban, a Cévennes hegyvidékén fekszik; számos hegyet és fennsíkot magába foglal |
| Écrins Nemzeti Park (Parc National des Écrins)           |      | Isère (megye) és Hautes-Alpes                  | 918           | 1973     | Franciaország délkeleti részén fekszik, a Dauphiné-Alpok hegyvidéki régiójában; magas hegycsúcsok, gleccserek, gleccservölgyek, alpesi legelők, alpesi erdők és tavak                                                      |
| Mercantour Nemzeti Park (Parc National du Mercantour)    |      | Alpes-Maritimes és Alpes-de-Haute-Provence     | 685           | 1979     | az ország DK-i csücskén levő alpesi park igen népszerű, évente kb. 800 ezer látogató élvezi a 600 km-nyi jelzett ösvényeket                                                                                                |
| Guyana-i Amazónia Park (Parc amazonien de Guyane)        |      | Francia Guyana (tengerentúli megye)            | 33 900        | 2007     | Dél-Amerikában a Francia Guyanában található amazóniai őserdő egy részét védi |
| Réunion Nemzeti Park (Parc National de la Réunion)       |      | Réunion (tengerentúli megye)                   | 1054          | 2007     | Réunionon a park védi a sziget hegyvidéki belsejének endemikus ökoszisztémáját, és a sziget 42%-át fedi le |
| Guadeloupe Nemzeti Park (Parc National de la Guadeloupe) |      | Guadeloupe (tengerentúli megye)                | 173           | 1989     | a Kis-Antillák Guadeloupe szigetén található |
| Calanques Nemzeti Park (Parc National des Calanques)     |      | Bouches-du-Rhône                               | 520           | 2012     | magába foglalja a Marseille és Cassis között húzódó Massif des Calanques hegységet. Egy része tengeri terület. |

## Fordítás
- Ez a szócikk részben vagy egészben  a   List of national parks of France című angol Wikipédia-szócikk fordításán alapul.  Az eredeti cikk szerkesztőit annak laptörténete sorolja fel. Ez a jelzés csupán a megfogalmazás eredetét és a szerzői jogokat jelzi, nem szolgál a cikkben szereplő információk forrásmegjelöléseként.